# General Electric T700
O General Electric T700 e o CT7 são uma família de motores turboeixo e turboélice na classe de 1.100–2.200 kW.

## Projeto e desenvolvimento
Em 1967, a General Electric começou a trabalhar em um novo motor turboeixo denominado "GE12" em resposta ao interesse do Exército dos EUA em um helicóptero utilitário de próxima geração. O GE12 foi projetado e concebido por Art Adamson e Art Adinolfi, ambos da GE. Em 1967, a GE e a Pratt & Whitney assinaram contratos para trabalhar paralelamente entre si para projetar, fabricar e testar a tecnologia. O esforço do Exército levou, na década de 1970, ao desenvolvimento do Sikorsky UH-60 Black Hawk, movido por dois turboeixos GE "T700", o descendente de produção do GE12.
O T700 foi inicialmente testado em 1973, passou na qualificação militar em 1976 e entrou em produção em 1978. O "T700-GE-700" inicial é um turboeixo de turbina livre sem engrenagem, com um eixo axial de cinco estágios / um estágio compressor centrífugo de fluxo misto, com estágios axiais "Blisk [en]" de uma peça, com as palhetas guia de entrada e os dois primeiros estágios do estator variáveis; uma câmara de combustão anular com injeção central de combustível para melhorar a combustão e reduzir a fumaça; uma turbina compressora de dois estágios; e uma turbina de potência livre de dois estágios com pás de ponta envolta. O motor foi projetado para alta confiabilidade, apresentando um separador de partículas de entrada projetado para remover sujeira, areia e poeira. O T700-GE-700 tem potência intermediária de 1.210 kW.
O T700-GE-700 foi seguido por variantes de motores do Exército aprimoradas e aprimoradas para os helicópteros UH-60 Black Hawk e AH-64 Apache, bem como variantes de motores navais para o derivado SH-60 Seahawk do Black Hawk, o SH-2G Seasprite e o Bell AH-1W Supercobra. Os T700 também são usados em variantes italianas e comerciais do helicóptero AgustaWestland EH101/AW101 e variantes italianas do helicóptero NH90. Todas são máquinas bimotoras, exceto o EH101 trimotor.

## Variantes
T700: Motor militar turboeixo.
- YT700: Versão de protótipo.
- T700-GE-700: Variante inicial do T700.
- T700-GE-701: T700-GE-701A, -701B, -701C,-701D são versões que também foram desenvolvidas a partir do original -700.[6]
- T700-GE-401: Versão naval para os helicópteros SH-60 Seahawk .
- T700-GE-401C: Aplicação universal do -401.
- T700-GE-701C: Aplicação universal do  -701.
- T700-TEI-701D: Versão produzida sob licença da Tusaş Engine Industries da Turquia. Desenvolvida para uso no helicóptero utilitário Sikorsky/Turkish Aerospace Industries T-70.[7]

CT7 turboeixo: Versão comercial do T700.
- CT7-2A: Modelo básico
- CT7-2D: Compressor de fluxo mais alto e revestimentos de superfície para melhorar a resistência ao desgaste e à corrosão
- CT7-2D1: Semelhante ao CT7-2D, mas usa uma seção quente do tipo CT7-6
- CT7-2E1
- CT7-6/-6A: Os motores turboeixo CT7-6/-6A são variantes comerciais atualizadas da bem-sucedida família de motores T700/CT7. O motor turboshaft alimenta toda a frota de desenvolvimento de helicópteros AgustaWestland AW101 com milhares de horas de voo de operação.[8]
- CT7-8: O CT7-8 é uma família de motores potentes na classe de 2.500 a 3.000 shp. São versões mais potentes e eficientes de seus antecessores.[8]
- CT7-8A: Uma versão da família CT7-8 usada para alimentar helicópteros Sikorsky S-92/H-92 mais antigos.
- CT7-8A1: Uma versão mais eficiente em termos de combustível do CT7-8A. É usado para alimentar os helicópteros Sikorsky S-92/H-92 mais recentes. O CT7-8A1 produz 2.520 shp.
- CT7-8A5
- CT7-8A7: Desenvolvido pela GE como uma versão melhorada, mais eficiente e mais confiável do motor CT7-8A1 para os helicópteros Sikorsky CH-148 Cyclone da Real Força Aérea Canadiana. É a versão mais moderna da família de motores CT7/T700. O CT7-8A7 produz 3.000 shp.
- CT7-8B
- CT7-8B5
- CT7-8E
- CT7-8E5
- CT7-8E6
- CT7-8F
- CT7-8F5

CT7 turboprop: Versão turboélice do CT7.
- CT7-3:Versão compacta reduzida e iluminada.[9]
- CT7-5A2
- CT7-5A3
- CT7-7A
- CT7-7A1
- CT7-9B
- CT7-9B1
- CT7-9B2
- CT7-9C
- CT7-9C3
- CT7-9D
- CT7-9D2

## Aplicações

### T700/CT7 turboeixo
- AgustaWestland AW101
  - AgustaWestland CH-149 Cormorant
  - Lockheed Martin VH-71 Kestrel
- AgustaWestland AW149
- AgustaWestland AW189
- Bell 214ST
- Bell 525
- Bell AH-1W SuperCobra
- Bell AH-1Z Viper
- Bell UH-1Y Venom
- Boeing AH-64 Apache
- KAI Surion
- Kaman SH-2G Super Seasprite
- Kamov Ka-64 Sky Horse
- Leonardo Helicopters AW249
- NHIndustries NH90
- Sikorsky S-70/H-60
  - Mitsubishi H-60
  - Piasecki X-49
  - Sikorsky HH-60 Jayhawk
  - Sikorsky HH-60 Pave Hawk
  - Sikorsky SH-60 Seahawk
  - Sikorsky UH-60 Black Hawk
- Sikorsky S-92
  - Sikorsky CH-148 Cyclone

### YT706 turboeixo
- Sikorsky MH-60M Black Hawk
- Sikorsky S-97 Raider

### CT7 turboélice
- CASA/IPTN CN-235
- Let L-610G
- Saab 340
- Sukhoi Su-80

## Especificações (T700)

### Características gerais
Tipo: turboeixo
Comprimento: 1,2 metro
Diâmetro: 64 a 66 centímetros
Peso seco:
- 180 kg (YT700-GE-700)
- 198 kg (T700-GE-700)
- 244 kg (T700/T6E)

### Performance
Potência máxima:
- YT700-GE-700: 1,145 kW
- T700-GE-700: 1,210 kW
- T700-T6E: 1,775 kW
- YT706-GE-700: 1,967 kW